# برهمکنش اقلیم و پوشش گیاهی در شمالگان

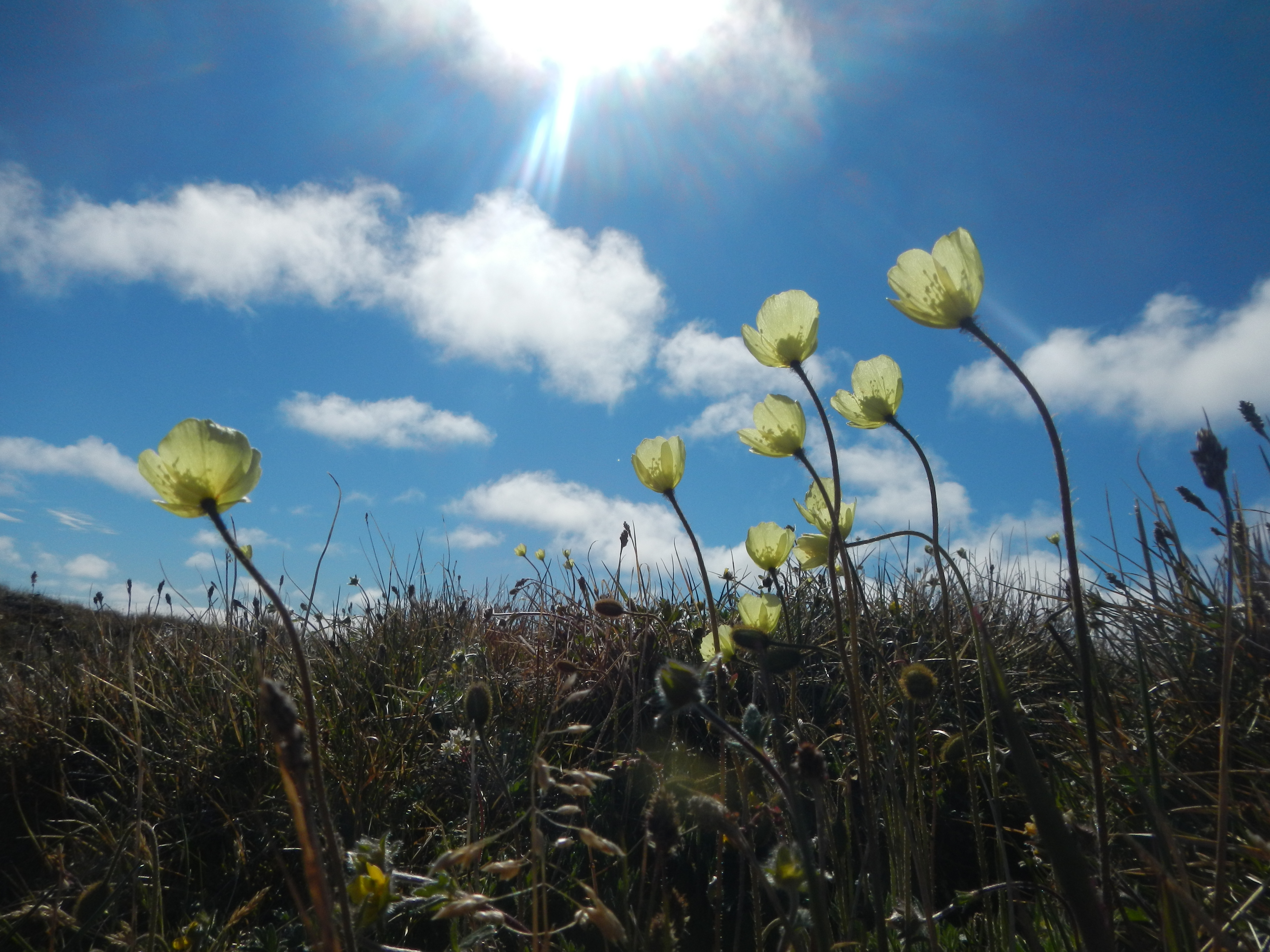
پاپاور رادیکاتوم (خشخاش قطبی)، گیاهان گل‌دار از توندرای قطبی است که در طول ۲۴ ساعت روز تابستان در شمال دایره قطب شمال، خورشید را در آسمان دنبال می‌کند.

تغییرات شرایط آب و هوایی در مناطق قطبی تشدید می‌شود و پیش‌بینی می‌شود مناطق شمالی با عرض جغرافیایی بالا با دو برابر نرخ میانگین جهانی گرم شوند. این تغییرات منجر به تعاملات و بازخورد اکوسیستم می‌شود که می‌تواند تغییرات اقلیمی را تقویت یا کاهش دهد. این تعاملات ممکن است از طریق نوسانات بزرگ آب و هوایی از دوره یخبندان (حدود ۱۴۵۰۰ سال گذشته) مهم بوده باشند؛ بنابراین، بررسی پویایی گذشته پوشش گیاهی و آب و هوا برای قرار دادن تغییرات مشاهده شده اخیر در قطب شمال در چارچوب خود مفید است. این مقاله بر شمال آلاسکا تمرکز دارد، جایی که تحقیقات زیادی در این زمینه انجام شده است.

## تغییرات اخیر
با گرم شدن قطب شمال، پیش‌بینی می‌شود تغییرات بزرگی در سراسر منطقه انتقالی شمالی-قطب شمال رخ دهد، زیرا پوشش گیاهی چوبی بلند قامت به سمت شمال و به درون اکوسیستم‌های توندرا پیشروی می‌کنند. شروع این تغییر از طریق تصاویر تاریخی، سنجش از دور، مشاهدات میدانی، دستکاری‌های تجربی مستند شده و در چارچوب داده‌های دیرینه‌بوم‌شناسی قرار گرفته است. به‌طور خاص، گسترش درختچه‌ها در اکوسیستم‌های توندرا از طریق پیشروی خط درختچه‌ها (کلونیزاسیون)، افزایش تراکم (پر شدن) و رشد افراد (ظهور) آشکار می‌شود. انتظار می‌رود این فرایندها، ذوب شدن لایه منجمد دائمی زمین را تشدید کنند و در نتیجه تجزیه ذخایر عظیم کربن قطب شمال را تسهیل کرده و انتشار گازهای گلخانه‌ای را افزایش دهند. مطالعات، افزایش پوشش درختچه‌ای را با رویدادهای آتش‌سوزی توندرا مرتبط می‌دانند که نشان‌دهندهٔ مکانیسم بالقوه‌ای برای گسترش از طریق اختلال است، اما عواملی که جذب افراد جدید را کنترل می‌کنند، به خوبی شناخته نشده‌اند. درک فرآیندهایی که گسترش درختچه‌ها را ممکن می‌سازند، برای تعریف بازخوردهای اقلیمی، بهبود مدل‌های سیستم زمین و پیش‌بینی تغییرات آینده در اکوسیستم‌های توندرا بسیار مهم است.
| بازخوردهای مثبت | بازخوردهای منفی                                                   | تغییرات چشم‌انداز                                                                                       |
| --- | ----------------------------------------------------------------- | --- |

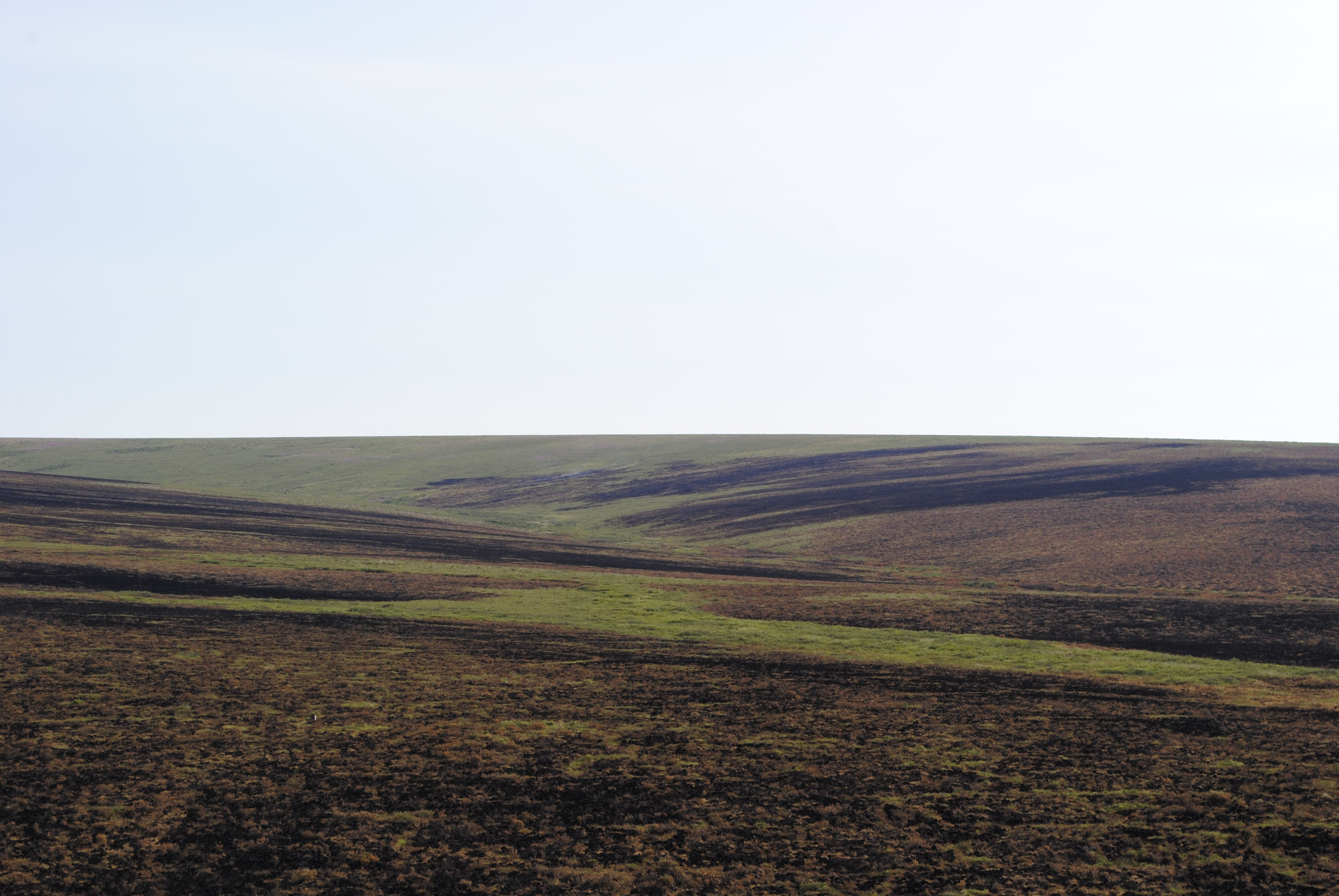
آتش‌سوزی توندرا، ژوئیه ۲۰۱۵: آتش‌سوزی دریاچه مینگوک، کوارتز کریک، شبه جزیره سیوارد، آلاسکا. عکس کمتر از یک ماه پس از آتش‌سوزی گرفته شده است.

| - ذوب شدن خاک منجمد به دلیل بارش برف - کاهش آلبدوی سطحی - افزایش تبخیر و تعرق - افزایش معدنی شدن نیتروژن - افزایش فراوانی و شدت آتش‌سوزی | - کاهش دمای خاک در تابستان به دلیل سایه اندازی - افزایش زیست توده | - گردش گونه‌های تکثیر شده - کاهش فراوانی خزه و گلسنگ - مهاجرت گونه‌های شمالی (مانند گوزن شمالی و سگ آبی) |

## تغییرات اقلیمی گذشته
تغییر مجموعه‌های پوشش گیاهی و رژیم‌های آتش‌سوزی در قطب شمال به دلیل قدرت بازخورد با سیستم آب و هوای جهانی، از اولویت‌های تحقیقاتی فعلی هستند، با این حال، مشاهدات ابزاری و تاریخی از نظر مدت و وسعت محدود هستند. در نتیجه، توانایی ما برای استنباط بزرگی و جهت تغییر بالقوه‌ای که این منطقه ممکن است در نتیجه تغییرات اقلیمی آینده تجربه کند، با مشکل مواجه می‌شود. با این حال، تجزیه و تحلیل دقیق پویایی کواترنر پسین در سراسر این منطقه می‌تواند با ارائه بینشی در مورد چگونگی تغییر اکوسیستم‌های گذشته در این منطقه توسط شرایط محیطی متنوع، درک ما را از پاسخ‌های زیستی به تغییرات آب و هوایی افزایش دهد. از آنجایی که آب و هوای ثبت شده در تاریخ، تنها کسری از تنوع طبیعی مشاهده شده در طول تاریخ زمین (یا حتی دوره کواترنری) را نشان داده است، این کار تحقیقات معاصر در مورد پویایی تغییرات پوشش گیاهی ناشی از آب و هوا را تقویت خواهد کرد.

### تغییرات اقلیمی کواترنر در آلاسکای قطبی

#### پلیستوسن (2.58 ma - 11.7 ka)
دوره پلیستوسن با نوسانات مکرر و بزرگ در آب و هوا مشخص می‌شد که به‌طور چشمگیری بر ساختار و عملکرد اکوسیستم، به ویژه در قطب شمال، تأثیر گذاشت. در حالی که دمای جهانی در بیشتر این دوره کمتر از میانگین فعلی بود، دوره‌های به‌طور قابل توجهی گرم‌تر رخ داد. برای مثال، تصور می‌شود که در آخرین مرحله بین یخبندان (از ۱۳۰ تا ۱۱۶ هزار سال پیش) دما به ۴٫۵ درجه سانتیگراد افزایش یافته است. درجه سانتیگراد بالاتر از دمای فعلی در نتیجه افزایش مقادیر تابش خورشیدی در طول تابستان شمالی (۱۱٪ بیشتر از دمای فعلی) که منجر به گسترش یخ در زیر جریان و پیشروی خط درختان تا تقریباً ۶۰۰ کیلومتر در شمال مرز فعلی شده است. بعداً هوا به شدت سردتر شد (۵–۶ (در اواسط آخرین حداکثر یخبندان (LGM) که منجر به یخبندان گسترده در نیمکره شمالی و کاهش تقریباً ۱۲۵ متری سطح دریا شد، بین ۲۵ تا ۲۱ هزار درجه سانتیگراد کمتر از میانگین جهانی فعلی بود. در طول این مدت ، برینگیا به دلیل تغییر به سمت یک رژیم قاره‌ای داخلی‌تر که ناشی از افزایش قرار گرفتن در معرض توده زمین با کاهش سطح دریا بود، به‌طور قابل توجهی خشک‌تر شد و فاقد یخچال‌های طبیعی باقی ماند. این امر منجر به ایجاد چشم‌اندازی قطبی شد که گمان می‌رود بسیار سردتر، خشک‌تر و بادخیزتر از حال حاضر بوده و متعاقباً باعث عقب‌نشینی قابل توجه خط رویش درختان به سمت جنوب شده است. گرمایش در پایان ال جی ام متعاقباً منجر به گذار از پلیستوسن به هولوسن شد، دوره‌ای که در آن تنوع اقلیمی نسبت به دوران قبل کاهش یافت.

#### هولوسن (۱۱٫۷ تا ۴٫۲ هزار سال پیش)
در اوایل هولوسن، آب و هوای زمین همچنان نوساناتی را تجربه می‌کرد، اما با گذشت زمان، شدت آن کاهش یافت و تغییرات کلی در مقایسه با تغییرات چشمگیر دوره قبل، کمتر شد. پس از عقب‌نشینی صفحات یخی نیمکره شمالی که در طول گسترش یافته بودند، شرایط دما و رطوبت شرق برینگیا (شمال غربی آلاسکا) همچنان در نوسان بود تا اینکه به حداکثر دمایی هولوسن میانی از 7-5 ka رسید که در آن دما ۰٫۵–۲ بود. درجه سانتیگراد گرمتر از هزاره اخیر. پس از این دوره گرم، دما حدود ۴ تا ۳ هزار سال کاهش یافت که منجر به شروع سرمایش نئوگلیکال شد، زیرا سطوح بالای تابش خورشید شروع به کاهش کرد. زمان حداکثر حرارتی هولوسن میانی به‌طور قابل توجهی دیرتر از آن چیزی بود که در ابتدا استنباط شده بود (پیش از این پیشنهاد شده بود که این دوره گرم در اوایل هولوسن 11.0-9. Ka آغاز شده است)، با این حال، تجزیه و تحلیل چند متغیره نشان داده است که در آن نقطه، حداکثر حرارتی یکنواختی در سراسر شمال غربی آلاسکا وجود نداشته است.

## تغییر اکوسیستم گذشته

### تغییرات محیطی کواترنر در قطب شمال آلاسکا

#### پلیستوسن
اکوسیستم‌های توندرا در نیمکره شمالی در اواخر دوره پلیوسن (۳٫۶ میلیون سال پیش) توسعه یافتند، پیش از این نقطه، قطب شمال عمدتاً پوشیده از جنگل‌ها و درختچه‌زارهایی بود که به سمت شمال تا خط ساحلی اقیانوس منجمد شمالی امتداد داشتند. با این حال، در طول پلیستوسن میانی، این الگوی پوشش گیاهی به استپ توندرا با پوشش گیاهی دانه‌دار تغییر یافت. این گذار از پوشش گیاهی با قامت بلندتر ادامه یافت تا اینکه در آخرین حداکثر یخبندان به اوج خود رسید، زمانی که جنگل‌ها به شمال ۵۵ درجه شمالی نرسیدند، مگر در مناطقی که پناهگاه‌های نهان در برینگیا وجود داشت. احتمالاً به دلیل خشکی (و در نتیجه فقدان پوشش برفی) در سراسر منطقه بدون یخچال در این زمان، وسعت توندرای درختچه‌ای در مقایسه با اکوسیستم‌های قبلی بسیار محدود بود. در عوض، در سراسر برینگیا، استپ توندرا با پوشش گیاهی گرامینوئید، موزاییکی از درختچه‌های کوتوله خوابیده و توندرا با پوشش گیاهی گرامینوئید فورب (اکوتاپی که امروزه محدود شده است) تشکیل داد. الگوهای پوشش گیاهی دوره پلیستوسن، که نمایانگر تغییرات اقلیمی بزرگی است که در طول این مدت رخ داده است، انبساط‌ها و انقباض‌های زیادی را در اکوسیستم‌های مختلف نشان می‌دهد.

#### هولوسن
در طول گذار چشمگیر چشم‌اندازها که در سراسر برینگیا از پلیستوسن به اوایل هولوسن رخ داد، توندرای خشک با گسترش بوته‌ها در دوره‌های گرم‌تر و مرطوب‌تر جایگزین شد و در نهایت موزاییکی از تورب‌زارها، جنگل‌های شمالی و دریاچه‌های ذوب‌شده را ایجاد کرد که امروزه مشخصه منطقه است. در این مدت ، جنگل‌های شمالی دوباره به سمت شمال پیشروی کردند، زیرا سگ‌های آبی و درختان (صنوبر، توس و صنوبر) در شبه‌جزیره سیوارد گسترش یافتند و در نهایت حتی از وسعت این گونه‌ها در قرن بیستم نیز فراتر رفتند. با این حال، شروع سرمایش نئوگلیکال پس از بهینه اقلیمی هولوسن، این گونه‌ها را به پراکندگی فعلی‌شان محدود کرد، زیرا شرایط آب و هوایی نسبتاً سرد احتمالاً تولید مثل پوشش گیاهی بلندتر را محدود کرده است. در مراحل آغازین گذار به حداکثر حرارتی هولوسن میانی، چشم‌انداز همچنان به تغییر شکل خود ادامه داد و دریاچه‌های تورب‌زار و ذوب‌شده با سرعت بالایی شکل گرفتند. با این حال، این تغییرات بین ۱۱ تا ۱۰ هزار سال پیش به اوج خود رسید و سپس در اوایل هولوسن کاهش یافت، زیرا تغییر فصلی به جای دما به تنهایی، فرآیندهای چشم‌انداز و تغییرات پوشش گیاهی را تغییر داد. تغییر محدوده‌های دامنه و مجموعه‌های گیاهی بیشتر تحت تأثیر نوع خاک قرار گرفتند، در نتیجه تغییر پوشش گیاهی تنها توسط شرایط آب و هوایی کنترل نمی‌شد.

### تغییرپذیری مکانی-زمانی
در طول تحولات چشمگیری که در اواخر دوره پلیستوسن در سطح جهان رخ داد، منطقه برینگیا در مقایسه با سایر نقاط جهان تغییرات نسبتاً جزئی در پوشش گیاهی را تجربه کرد، زیرا استپ توندرا علیرغم شرایط سرد و خشک همچنان پابرجا ماند. این احتمالاً نتیجه فشارهای شدید آب و هوایی است که بر پوشش گیاهی در سراسر این منطقه اعمال می‌شود و ترکیب گونه‌ها را به مجموعه‌ای از گونه‌ها محدود می‌کند که در مجموع برای محیط‌های سرد، خشک و آشفته سازگار شده‌اند. پس از آب شدن یخ‌ها، پیشروی خط رویش درختان به سمت شمال در سراسر منطقهٔ پیرامون قطب به‌طور مساوی رخ نداد، زیرا بزرگ‌ترین تغییر در بزرگی در سیبری مرکزی رخ داد، در حالی که تغییرات در آمریکای شمالی کمتر قابل توجه بود، که نشان دهندهٔ تغییرات متفاوت در گرمای تابستان و فصلی بودن است. در نتیجه تعاملات پیچیده‌ای که نوسانات آب و هوا و پویایی پوشش گیاهی را شکل می‌دهند، در نظر گرفتن ماهیت تغییرات و همچنین شواهد مورد استفاده برای تفسیر آنها مهم است. این موضوع برای تحقیقات علمی مدرن و تاریخی در زمینه‌های مختلف مرتبط است، اما به ویژه برای بازسازی‌های دیرینه‌محیطی از پاسخ‌های زیستی به تغییرات اقلیمی اهمیت دارد.